# Ftalna kiselina
Ftalna kiselina je aromatična dikarboksilna kiselina, sa formulom . On je izomer izoftalne kiseline i tereftalne kiseline. Dok je ftalna kiselina od samo umerenog privrednog značaja, blisko srodni derivat ftalni anhidrid se proizvodi u velikim količinama.